# Carmen de Carupa
Carmen de Carupa è un comune della Colombia facente parte del dipartimento di Cundinamarca.
Il centro abitato venne fondato da José Joaquín Urdaneta e Doña Ventura Camero il 20 luglio 1808, mentre l'istituzione del comune è del 1905.